# Tamara Smirnova
Tamara Smirnova   (Henítxesk, 15 de desembre de 1935 - Sant Petersburg, 5 de setembre de 2001) va ser una astrònoma soviètica, rusa i ucraïnesa descobridora de planetes i cometes.

## Carrera
Del 1966 al 1988, Smirnova va ser membre del personal de l'Institut d'Astronomia Teòrica de Leningrad. El Centre de Planetes Menors li atribueix el descobriment de 135 planetes menors numerats durant els anys 1966-1984. També va co-descobrir el cometa periòdic 74P / Smirnova-Chernykh, juntament amb Nikolai Stepànovitx Txernikh.
L'asteroide del cinturó principal 5540 Smirnova, descobert per ella mateixa el 1971, va rebre el seu nom en honor seu a proposta de l' Institut d'Astronomia Teòrica. La citació del nom es va publicar el 17 de març de 1995 (M.P.C. 24917).